# The Abbott and Costello Show
The Abbott and Costello Show é uma série de televisão do gênero Comédia (Sitcom), estrelada pela dupla de comediantes Bud Abbott e Lou Costello. O programa teve 52 episódios de meia-hora, em duas temporadas. Iniciou em 5 de dezembro de 1952, gravado em Nova Iorque e terminou em 1 de maio de 1954, dirigido e produzido por Jean Yarbrough. No Brasil, foi apresentado na década de 1970 pela Rede Tupi. O show é considerado um dos programas de comédia mais influentes da televisão americana. Em 1998 foi indicado pelo semanário Entertainment Weekly como um dos 100 maiores shows de todos os tempos. A Revista Time também o selecionou em sua lista dos 100 maiores programas de televisão.
O programa foi um veículo para a dupla de comediantes Abbott & Costello, já muito conhecida do teatro, cinema e rádio, trazer para a televisão os quadros burlescos que apresentava em suas origens artísticas e sobre os quais tinha total controle. Não havia interlúdios musicais nem romances, como na maioria dos filmes da dupla. A trama mostrada basicamente se concentrava numa piada ou situação engraçada, sem se preocupar com roteiro, personagens ou continuidade. Isso fez com que o programa se tornasse um registro valioso de várias cenas clássicas do gênero, com uma equipe de grandes artistas vindos do teatro burlesco americano.
Lou Costello era o dono do programa, enquanto Bud Abbott se apresentava por um salário. Contrariando o senso popular, o programa não era apresentado em rede de televisão (o que o tornaria um dos pioneiros nisso), mas era vendido para estações locais em muitas partes do país através de distribuição sindicalizada (syndication). Isso fazia com que o programa fosse ao ar em diferentes dias, de acordo com a estação da região que o apresentasse. Em Nova Iorque ele apareceu no canal WCBS, afiliado a CBS, mas não foi exibido nessa rede. Na temporada de  1953-54, ele foi exibido pela WNBT, vinculada a NBC. Contudo, a maioria dos episódios foram repetidos nas manhãs de sábado da CBS durante a temporada de 1954-55.
A primeira temporada é considerada bem superior em relação a segunda, com a introdução de histórias cômicas, nem sempre com finais felizes. Os episódios da primeira temporada foram escritos por Eddie Forman ou Sid Fields. Os da segunda temporada ficaram a cargo de Jack Townley, Felix Adler ou Clyde Bruckman.
Os episódios da primeira temporada foram filmados nos estúdios de Hal Roach em Culver City (demolido em 1963 e substituído por construções empresariais e de comércio de carros. Uma placa assinala a localização do antigo estúdio). A segunda temporada foi no Motion Picture Center Studios, que depois se tornaria o Desilu-Cahuenga Studios, lugar onde I Love Lucy e os programas de Danny Thomas e Jack Benny seriam gravados.

## Elenco
Além da célebre dupla, o elenco incluia Sidney Fields como o síndico; Hillary Brooke como uma vizinha e eventual interesse amoroso; Gordon Jones como Mike the Cop, um guarda gozado pela garotada; Joe Besser como Stinky, um homem de 40 anos vestido com terno infantil em estilo "O Pequeno Lord" e Joe Kirk (cunhado de Costello) como o Sr. Bacciagalupe, um imigrante italiano caricato que assumia diversos empregos, conforme o episódio da semana. Muitos episódios apresentavam um chimpanzé chamado "Bingo", que se vestia com as mesmas roupas de Costello. Bingo, que era uma fêmea, foi despedida do show depois que mordeu Costello. Besser e Kirk também deixaram o programa após a primeira temporada.